# Wiscasset (hrabstwo Lincoln)
Wiscasset – jednostka osadnicza w Stanach Zjednoczonych, w stanie Maine, w hrabstwie Lincoln.